# Xalet Fossas
La Torre de Mossèn Tor és un edifici del municipi de Campdevànol (Ripollès) que forma part de l'Inventari del Patrimoni Arquitectònic de Catalunya. El xalet va ser projectat el 1908.

## Descripció
És una casa situada al centre de Campdevànol. Ofereix una riquesa volumètrica molt notable derivada de l'articulació dels cossos que la componen. La façana en general i l'acurat disseny dels seus elements de detall la converteixen en una bona mostra d'arquitectura modernista. És de destacar les ceràmiques i pintures de l'exterior junt a elements neoromàntics situats a la part posterior de l'edifici.